# Yoram David
Yoram David (* in Tel Aviv) ist ein israelischer Dirigent und ehemaliger Generalmusikdirektor in Aachen.

## Leben und Wirken
In seinem sechsten Lebensjahr zog Yoram David mit seiner Familie nach Europa, wo er nach seiner Schulzeit ein Musikstudium mit den Schwerpunkten Klavier, Komposition und Dirigieren an der Royal Academy of Music in London begann. Er setzte sein Studium bei Hans Swarowsky an der Universität für Musik und darstellende Kunst Wien fort. Anschließend debütierte er als Dirigent mit dem Jerusalem Symphony Orchestra in Jerusalem und mit dem BBC Symphony Orchestra in London.
Im Jahr 1977 zog er nach Deutschland, wo er in den Folgejahren an mehreren renommierten Häusern wie der Frankfurter Oper, der Staatsoper Unter den Linden in Berlin, der Staatsoper Hamburg, dem Staatstheater Stuttgart, und ab 1980 der Bayerischen Staatsoper München, in letzterer vor allem die großen Mozartopern, dirigierte. Ab 1982 wurde er als hauptamtlicher Kapellmeister an die Deutsche Oper am Rhein in Düsseldorf übernommen, nahm aber darüber hinaus weiterhin Gastauftritte unter anderem mit dem Deutschen Symphonieorchester, dem NDR-Sinfonieorchester Hamburg und SWR Sinfonieorchester Baden-Baden und Freiburg sowie den Berliner Philharmonikern wahr.
Nach der zwischenzeitlichen kommissarischen Tätigkeit von Jean-Francois Monnard in der Saison 1983/84 wurde Yoram David ab 1984 als offizieller Nachfolger von Gabriel Chmura zum Generalmusikdirektor an das Stadttheater Aachen berufen. Hier waren es neben den Werken von Mozart und Strauss besonders sämtliche Sinfonien von Mahler, die David mit dem Sinfonieorchester Aachen komplett neu auflegte.
Im Jahr 1990 zog es David nach Italien, wo er seitdem bis heute an so bekannten Theaterhäusern wie dem Teatro Carlo Felice in Genua, dem Teatro La Fenice in Venedig, dem Teatro Massimo in Palermo,  dem Teatro San Carlo in Neapel oder dem Teatro dell’Opera in Rom als Dirigent verpflichtet wurde und wo ihm mit den dortigen Orchestern erfolgreiche Auftritte gelangen. Zwischenzeitlich wurde er aber auch immer wieder in anderen Gegenden dieser Welt zu Musikfestivals und Auftritten mit den jeweiligen renommierten lokalen Orchestern eingeladen, die ihn unter anderem nach Tokio, São Paulo, Glasgow, Helsinki, Genf, Bremen und Frankfurt führten. Dabei verlegte David in den letzten Jahren neben den üblichen Standardwerken seinen Schwerpunkt unter anderem auf die Neuinterpretation der 9. Sinfonie von Beethoven mit den verschiedensten Orchestern. Er zeigte sich aber auch offen für die Zeitgenössische Musik und war beispielsweise verantwortlich für die italienische Erstaufführung der Oper Die Teufel von Loudun von Krzysztof Penderecki in Turin.

## Diskographie  (Auswahl)
- Träume mit Eichendorff und Hölderlin, von Peter Michael Braun.  Haßloch, 1997.
- Angélique, Oper von Jacques Ibert.  Hamburg: Hommage, ca. 1996.
- The Young Person’s Guide to the Orchestra; op. 34 nach einem Thema von Henry Purcell von Benjamin Britten; Sinfonieorchester des Südwestfunks unter der Leitung von Yoram David. Regie: Leo Nadelmann. - Baden-Baden : SWF [u. a.], 1981
- Dalibor, Oper von Bedřich Smetana; CDS295 bei Classic online

## Video
- Edgar von Giacomo Puccini, Teatro Regio Torino, 2008
- Frammento di un Sogno, Auszüge aus der Bühnenmusik zu Ein Sommernachtstraum von Felix Mendelssohn Bartholdy mit Roma Tre Orchestra, 2023